# 六祖岩
六祖岩，位于中国广东省肇庆市怀集县冷坑镇上爱岭，为唐代名僧惠能六祖栖身之地。2004年，列入怀集县文物保护单位。